# Henry Van Bergen
Henry Anthony Van Bergen (15 de abril de 1871-31 de diciembre de 1963) fue un deportista estadounidense que compitió en vela en la clase tonelaje. Participó en los Juegos Olímpicos de París 1900, obteniendo una medalla de bronce en la clase +20 Ton.

## Palmarés internacional
| Juegos Olímpicos | Juegos Olímpicos | Juegos Olímpicos  | Juegos Olímpicos |
| Año              | Lugar            | Medalla           | Clase            |
| ---------------- | ---------------- | ----------------- | ---------------- |
| 1900             | París (Francia)  | Medalla de bronce | +20 Ton          |